# Mnesibulus
Mnesibulus is een geslacht van rechtvleugeligen uit de familie krekels (Gryllidae). De wetenschappelijke naam van dit geslacht is voor het eerst geldig gepubliceerd in 1877 door Stål.

## Soorten
Het geslacht Mnesibulus omvat de volgende soorten:
- Mnesibulus congruus Walker, 1869
- Mnesibulus silentus Gorochov, 2003
- Mnesibulus andrewesi Chopard, 1928
- Mnesibulus annulipes Chopard, 1930
- Mnesibulus bicolor Haan, 1842
- Mnesibulus borneoensis Gorochov, 2003
- Mnesibulus brunnerianus Saussure, 1878
- Mnesibulus fuscipennis Chopard, 1928
- Mnesibulus lineolatus Stål, 1877
- Mnesibulus luzoni Gorochov, 2003
- Mnesibulus malaccae Gorochov, 2003
- Mnesibulus nigrifrons Chopard, 1930
- Mnesibulus nigrolineatus Chopard, 1931
- Mnesibulus okunii Shiraki, 1930
- Mnesibulus pallidulus Bolívar, 1889
- Mnesibulus pallipes Chopard, 1936
- Mnesibulus signatipennis Walker, 1869
- Mnesibulus splendidulus Stål, 1877
- Mnesibulus striatipes Chopard, 1969
- Mnesibulus strigatipes Bolívar, 1913